# With Byrd at the South Pole
With Byrd at the South Pole – amerykański film dokumentalny z 1930 roku. Został zrealizowany w erze Pre-Code.

## Opis fabuły
Dokument przedstawia drugą ekspedycję kontradmirała Richarda E. Byrda do serca Antarktydy.
Film rozpoczyna się scenami z podróży z Nowego Jorku do Antarktyki, w tym sztormu i walki z antarktycznym pakiem lodowym. Wyprawa dociera do Zatoki Wielorybiej w dzień Bożego Narodzenia; Byrd bada niezwykłe formacje lodowe, a pingwiny na Barierze Lodowej Rossa obserwują gości. Z bazy Little America startuje samolot kierowany przez C. Goulda. Nagła zamieć w miejscu lądowania niszczy samolot, pozostawiając polarników daleko od bazy; Byrd kieruje grupą ratunkową. Podczas trwającej 6 miesięcy nocy polarnej przygotowują się do lotu na biegun. Na wiosnę, gdy nad horyzontem pierwszy raz pojawia się Słońce, Byrd podnosi flagi Wielkiej Brytanii i Norwegii ku pamięci Scotta i Amundsena. Gould wyrusza psim zaprzęgiem, aby założyć obóz ratunkowy na wypadek niepowodzenia. Grupa Goulda, podobnie jak lot polarny Byrda opóźnia się o tydzień przez śnieżycę; w końcu wyruszają. Byrd próbuje leci nową trasą i dociera nad biegun; przez klapę zrzuca amerykańską flagę. Po niebezpiecznym locie powrotnym są gorąco witani w bazie Little America i przygotowują się do podróży powrotnej. Po uczestników wyprawy przybywa okręt City of New York.

## Nagrody
| Nazwa nagrody | Wygrane                                                       |
| ------------- | ------------------------------------------------------------- |
| Oscar         | 1930 Najlepsze zdjęcia Joseph T. Rucker, Willard Van Der Veer |